# Eparchia budapeszteńska i węgierska
Eparchia budapeszteńska i węgierska – eparchia Rosyjskiego Kościoła Prawosławnego, obejmująca terytorium Węgier. W końcu 2024 r. nie posiadała ordynariusza, którego obowiązki pełnił tymczasowo metropolita budapeszteński i węgierski Marek (Gołowkow), zaś jej katedrą – sobór Zaśnięcia Matki Bożej w Budapeszcie.

## Historia
Po rewolucji październikowej, kiedy Budapeszt stał się jednym ze skupisk rosyjskiej emigracji, w mieście powstały dwie etnicznie rosyjskie parafie prawosławne. Jedna z nich uznawała zwierzchność Zachodnioeuropejskiego Egzarchatu Rosyjskiego Kościoła Prawosławnego, zaś druga przynależała do Rosyjskiego Kościoła Prawosławnego poza granicami Rosji. Obydwie przestały jednak istnieć w czasie II wojny światowej.
Po 1945 do patriarchy moskiewskiego Aleksego I zwróciło się kilka parafii działających poza Budapesztem z prośbą o przyjęcie ich w jurysdykcję Rosyjskiego Kościoła Prawosławnego (dotąd należały do Kościoła Serbskiego lub Patriarchatu Konstantynopolitańskiego) oraz zezwolenie na sprawowanie Świętej Liturgii w języku węgierskim. Rosyjski Kościół Prawosławny nie zdecydował się jednak natychmiast na sformowanie swoich struktur na terytorium Węgier z uwagi na fakt, że w kraju tym działało już kilka eparchii autokefalicznych Cerkwi. Ostatecznie w 1949 Synod Cerkwi Rosyjskiej powołał Tymczasowy Zarząd Węgierskich Parafii Prawosławnych, na czele którego postawił ks. protojereja Joanna Kopołowicza (imię po złożeniu ślubów zakonnych: Jonatan). Zrzeszał on 8 parafii, zaś powstała tymczasowa jednostka terytorialna miała podlegać metropolicie krutickiemu i kołomieńskiemu Mikołajowi.
15 listopada 1949 patriarcha utworzył z wymienionych ośmiu parafii dekanat węgierski z cerkwią Zaśnięcia Matki Bożej w Budapeszcie jako soborem. Do 1956 liczba parafii zwiększyła się do 11. Od 1962 dekanat wchodził w skład Ekumenicznej Rady Węgier.
19 kwietnia 2000 dekanat węgierski został przekształcony w eparchię budapeszteńską i węgierską.
W 2001 r. eparchia liczyła około 3500 wiernych.

## Biskupi
- Paweł (Ponomariow) (19 kwietnia 2000 – 7 maja 2003) biskup wiedeński i budapeszteński
- Hilarion (Alfiejew) (7 maja 2003 – 31 marca 2009) locum tenens, biskup wiedeński
- Marek (Gołowkow) (31 marca 2009 – 22 października 2015) locum tenens, arcybiskup jegorjewski
- Tichon (Zajcew) (22 października 2015 – 28 grudnia 2017) locum tenens, biskup podolski[3]
- Antoni (Siewriuk) (28 grudnia 2017[4] – 30 maja 2019), biskup wiedeński i budapeszteński
- Jan (Roszczin) (30 maja 2019 – 30 sierpnia 2019[5]), metropolita wiedeński i budapeszteński[6]
- Marek (Gołowkow) (30 sierpnia 2019–7 czerwca 2022), metropolita budapeszteński i węgierski[5]
- Hilarion (Alfiejew) (7 czerwca 2022-27 grudnia 2024), metropolita budapeszteński i węgierski[7], w lipcu 2024 r. czasowo odsunięty[8], w grudniu 2024 usunięty z katedry[9]
- Marek (Gołowkow), od 27 grudnia 2024 locum tenens[9]

## Parafie
W skład eparchii wchodzi formalnie 14 parafii:
- Parafia Zaśnięcia Matki Bożej w Budapeszcie[b]
- Parafia Trójcy Świętej w Budapeszcie[c]
- Parafia św. Sergiusza z Radoneża w Budapeszcie
- Parafia Trójcy Świętej w Miszkolcu
- Parafia św. Jerzego w Segedynie
- Parafia św. Jerzego w Nyíregyházie
- Parafia św. Aleksandry w Üröm[d]
- Parafia św. Mikołaja w Gyöngyös[10]
- Parafia Trójcy Świętej w Debreczynie
- Parafia Ikony Matki Bożej „Życiodajne Źródło” w Hévíz (erygowana 26 grudnia 2012)[11]
- Parafia św. Mikołaja w Tokaju[12]
- Parafia św. Mikołaja w Szentes
- Parafia św. Jerzego w Karcag
- Parafia Trójcy Świętej w Kecskemét

Trzy ostatnie parafie w praktyce nie uznają zwierzchności patriarchy Moskwy, lecz w 1999 przeszły jednostronnie w jurysdykcję Egzarchatu Węgierskiego Patriarchatu Konstantynopola. Rosyjski Kościół Prawosławny nie uznaje tej zmiany i traktuje ww. wspólnoty jako bezprawnie zawłaszczone przez inny Kościół.
W sześciu parafiach eparchii językiem liturgicznym jest węgierski, zaś nabożeństwa odbywają się według kalendarza nowojuliańskiego. W trzech innych placówkach duszpasterskich obowiązuje język cerkiewnosłowiański oraz kalendarz juliański.